# Guo Qing
Guo Qing (kinesiska: 郭清; pinyin: Guō Qīng), född 16 maj 2000, är en kinesisk taekwondoutövare.

## Karriär
Vid olympiska sommarspelen 2024 i Paris tog Guo silver i 49 kg-klassen efter en finalförlust mot thailändska Panipak Wongpattanakit. Vid sommaruniversiaden 2025 i Essen tog hon guld i 53 kg-klassen efter att ha besegrat thailändska Chutikan Jongkolrattanawattana i finalen samt guld i lagtävlingen.